# 誰よりもママを愛す
『誰よりもママを愛す』（だれよりもままをあいす）は、2006年7月2日から9月10日まで毎週日曜日21:00 - 21:54に、TBS系の「日曜劇場」枠で放送された日本のテレビドラマ。略称『誰ママ』。主演は田村正和。

## 概要
主演の田村正和は、同枠で放送されたドラマ『夫婦。』以来1年9か月振りの連続ドラマ出演で、内田有紀は、ドラマ『北の国から 2002 遺言』以来3年10か月振りのドラマ出演で、結婚で休業していた女優業復帰作となる。また小林聡美は、主演の田村と15年振りの共演となる。
ちなみに主人公夫婦の名前の「一豊」と「千代」は同年のNHK大河ドラマ『功名が辻』の主人公夫婦とまったく同じである。また、薫は「タイヨウのうた」の「雨音薫」（演：沢尻エリカ）、ピンコこと山田一郎は「花嫁は厄年ッ!」の「安土一郎」（演：矢部浩之（ナインティナイン））と被っており、いずれも同局の同時期に放送されていたドラマである。
ナレーションは次男の薫が自身の目線で語る。また後に女優としてブレイクする川島海荷のデビュー作である。

## あらすじ
嘉門家の父親・一豊は専業主夫で、妻で弁護士の千代以外の女性は眼中に無い愛妻家である。気が強い性格で恋愛体質の長女・雪、美容師で優しいがNOと言えない長男・明、小学生の次男・薫の5人家族で、ミステリアスな隣人・津波こずえもいろいろな形で嘉門家に関わっていく。

## 登場人物

### 嘉門家
嘉門 一豊
演 - 田村正和
専業主夫。若いときに知り合った時は銀行に勤めていたが、奥さんが弁護士になるための勉強を応援した時を皮切りに、家庭を全面的に面倒を見ることになった。
愛妻家で、妻を侮辱する節がある言葉を許さない。厳格な千代に対し、母性的かつ能天気な性格。ウソをつくと声がひっくり返る癖がある為、奥さんを初め家族に嘘は通じない。また、薫の塾に行きたいという希望に賛成するなど、意外にも千代よりも教育熱心である。
嘉門 雪
演 - 内田有紀
口よりも手が早い性格のため、何かのトラブルの度に会社を転々としている。かなりの二面性を持ち、自宅内での態度は男勝りだが、外で相手を作ると声質まで変わる猫をかぶっている状態になる。
嘉門 明
演 - 玉山鉄二
Noと言えない性格の上、女性に対しては極めて甘いお人よし。元々外見も良く、やさしい性格なのでかなりもてる。しかし女性からのお付き合いの言葉すら断れないので、不本意ながら二股をかけるのが常習となっている。職業は美容師。
嘉門 薫
演 - 長島弘宜
現代を映したようなひ弱な小学生。兄弟の年齢が離れている、いわゆる恥かきっ子。
好きな子がいるがそれが言えずにいる。その子がからかわれているのを見逃さずに注意したために自分がイジメの対象になる。
嘉門 千代
演 - 伊藤蘭
敏腕弁護士であり、朝から夜まで働くため普段家にいることは少ない。厳格な「頑固親父」気質であり、怒らせると怖い。
言い訳と酔っ払いが大嫌い。それ故に人の話を聞かないのが玉にキズである。会話も筋が通っているが言い方が事務的で子供たちにも同じように対応するため、子供全員が結果的に家を出て行かせてしまい、謝罪しない限りは家に入れる気がない。また、薫が塾に行きたいと言った際に反対するなど、自らは敏腕弁護士でありながら教育熱心ではない。

### その他
ピンコ（山田一郎）
演 - 阿部サダヲ
オカマ。明が好き。
山下
演 - 劇団ひとり
売れない漫才師。雪に惹かれているが、当の彼女からは全く相手にされていない。
佐藤先生
演 - 桜田聖子
嘉門薫の担任。
真田 知
演 - 川島海荷
薫が好きな女の子。
香奈
演 - 藤井玲奈
薫は知のことが好きだが素直になれず、香奈が好きだとカモフラージュしている。
カン・ケン・シュン
演 - 有村雅嗣・佐藤和也・稲田英幸
イジメっ子トリオ。全員性質が悪い性格をしている。
津波 こずえ
演 - 小林聡美
マンションの嘉門の家の隣人で、非常識な行動を次々と繰り返す。何かにつけて嘉門一豊を「パパ」などと呼び夫婦を装うとする。しかし過去にある事故があり、それをまだ引きずりアルコールに浸るが、嘉門家のそれぞれを想いながら砕けているがアドバイスを言う。そして本来の職に戻り、仕事柄から嘉門千代に関する大事なことを知ってしまう。

### ゲスト
第6話
- 知の父 - 相島一之
- 知の母 - 中島ひろ子
- 警官 - 山崎邦正

第7話
- 夜の街で雪をナンパした男 - 鈴木飛雄

第8話
- ピンコの母 - 梅沢昌代
- ピンコの兄 - 尾美としのり
- ピンコの妹 - 大路恵美
- 美容院の客 - 真理アンヌ

最終話
- 外科医 - 及川光博

## スタッフ
- 脚本 - 遊川和彦
- 演出 - 清弘誠（TBS）、竹園元（MBS）、高橋正尚（TBS）
- プロデューサー - 八木康夫
- 音楽 - 長谷川智樹
- 主題歌 - 福耳「惑星タイマー」[3]
- 協力 - 東通、アックス、緑山スタジオ・シティ、ブル、フェネック、日音、高橋レーシング
- 制作 - TBSテレビ
- 製作著作 - TBS

## 放送日程
| 各話                                                     | 放送日  | サブタイトル                    | 演出     | 視聴率 |
| -------------------------------------------------------- | ------- | ------------------------------- | -------- | ------ |
| 第1話                                                    | 7月02日 | 日本一の愛妻家あらわる!         | 清弘誠   | 13.4%  |
| 第2話                                                    | 7月09日 | ボクのいじめ問題で家族に大波乱! | 清弘誠   | 10.9%  |
| 第3話                                                    | 7月16日 | 信じられない破局                | 竹園元   | 10.2%  |
| 第4話                                                    | 7月23日 | 優等生の正体                    | 清弘誠   | 12.8%  |
| 第5話                                                    | 7月30日 | あばかれた秘密                  | 清弘誠   | 11.3%  |
| 第6話                                                    | 8月06日 | 誘拐犯はオマエだ                | 竹園元   | 10.4%  |
| 第7話                                                    | 8月13日 | できちゃった!?                  | 清弘誠   | 08.0%  |
| 第8話                                                    | 8月20日 | 迷惑で最高な家族                | 高橋正尚 | 09.2%  |
| 第9話                                                    | 8月27日 | 涙のバースデー                  | 清弘誠   | 09.0%  |
| 第10話                                                   | 9月03日 | ママがいなくなる日              | 竹園元   | 08.5%  |
| 最終話                                                   | 9月10日 | 泣くな! パパ                    | 清弘誠   | 10.7%  |
| 平均視聴率 10.5%（視聴率はビデオリサーチ調べ、関東地区） |         |                                 |          |        |

- 第1話は、21時 - 22時9分の15分拡大放送。
- 第4話は野球中継延長のため、21時40分 - 22時34分の40分繰り下げ放送。